# Heterolamium flaviflorum
Heterolamium flaviflorum là một loài thực vật có hoa trong họ Hoa môi. Loài này được (Z.Y.Zhu) L.Wei mô tả khoa học đầu tiên năm 2007.